# 191856 Almáriván
191856 Almáriván è un asteroide della fascia principale. Scoperto nel 2004, presenta un'orbita caratterizzata da un semiasse maggiore pari a 2,7263642 UA e da un'eccentricità di 0,1741326, inclinata di 5,59533° rispetto all'eclittica.